# Luis Labín Besuita
Luis Labín Besuita (Burgos, 19 de agosto de 1875 – Ibíd., 19 de enero de 1948) fue un político y activista español, vinculado al movimiento socialista y afiliado a la UGT y al PSOE. En ambas organizaciones adquirió gran protagonismo.

## Biografía
Nació en Burgos el 19 de agosto de 1875. De profesión comerciante y empleado de la compañía de aguas, se vinculó muy pronto a los movimientos socialistas y obreros, en los cuales consiguió gran protagonismo. Primero, como sindicalista en la Federación Local, en la que presidió durante algunos años la Sociedad de Zapateros.
En calidad de tal, fue elegido vocal de la junta de reformas sociales en 1908 y en otras ocasiones posteriores; después, ocupó el mismo puesto en la Junta Provincial. En 1909 fue uno de los quince jurados obreros del primer tribunal industrial que se instituyó en Burgos. Desde 1912 dirigió la sección de la Unión Ferroviaria que, con 437 asociados en septiembre de ese año, era la más voluminosa y fuerte de la Federación Local de Burgos.
En 1911, fue elegido presidente de la agrupación socialista de la capital. Lo fue de nuevo en 1916 cuando asistió en Madrid al congreso de la UGT formando parte de la comisión regional de Castilla la Vieja. 
Como delegado de esta región asistió en 1917 a la reunión celebrada en la casa del pueblo y dirigida por Francisco Largo Caballero, en la que se firmó el pacto de acción conjunta de las organizaciones obreras de izquierda. Labín, al igual que los otros firmantes de dicho manifiesto, fue encarcelado y procesado previa suspensión de garantías constitucionales. 
Tras el fallecimiento en 1916 de Francisco Pascual, último líder indiscutible del socialismo local, su herencia política había sido recogida por Luis Labín y Manuel Santamaría, que ejercieron hasta la guerra civil un liderazgo dual, turnándose alternativamente en la presidencia y vicepresidencia de los comités ejecutivos de las organizaciones socialistas locales. Cada uno de ellos fue cabeza visible, en Burgos, de las distintas posturas que surgieron dentro del movimiento socialista. Luis Labín mantuvo posturas más moderadas, a diferencia de Manuel Santamaría que ejerció mayor populismo. Durante la dictadura de Primo de Rivera, siguiendo el camino moderado, aceptó el nombramiento de concejal corporativo en representación de las asociaciones obreras. Ejerció ese cargo desde 1925 hasta 1930. 
En noviembre de 1917, la conjunción socialista-republicana presentó a Luis como candidato por el segundo distrito para las elecciones municipales, aunque no resultó elegido. Sí lo fue,  en cambio, Manuel Santamaría, que, tras sus actuaciones de espaldas a la opinión de su partido, fue expulsado en 1919 de la agrupación socialista, presidida en ese momento por Luis Labín. En 1931, consiguió llegar a la Corporación Municipal, tras las elecciones municipales, para el sexto distrito. Fue presentado como candidato de la coalición republicano-socialista para las elecciones generales de junio de 1931, aunque no consiguió el acta de diputado.
En el verano de 1933 había estallado la crisis interna del PSOE, que se tradujo en la catástrofe electoral de noviembre de ese año y, a escala local, en la pugna que culminó con el segundo y definitivo abandono de Santamaría de la Agrupación y con el bronco enfrentamiento, personal e ideológico, entre las dos personas que habían compartido la dirección socialista de Burgos en los últimos años. Desde el principio, Labín se identificaba más con la corriente sindicalista más radicalizada de Largo Caballero; por el contrario, Santamaría se mostró partidario del colaboracionismo hacia Indalecio Prieto.
Participó en la intentona revolucionaria de octubre de 1934. Fue encarcelado junto con sus hijos y su yerno y otros concejales socialistas y republicanos radicales. 
La detención de Labín se hizo con alevosía, ya que fue atraído al ayuntamiento con engaño. Al ser liberados, Labín tomó actividad en el Comité Nacional Pro-presos, creado por los organismos socialistas. 
Firmado el manifiesto por el que se daban las bases de una coalición de izquierdas, conocida como Frente Popular en enero de 1936, a la agrupación burgalesa le concedieron dos de los cinco candidatos que presentaba el Frente Popular: Luis Labín, junto con Máximo Asenjo.
Aunque en Burgos las urnas le dieron el triunfo a la derecha, Labín consiguió los mejores resultados alcanzados nunca en la provincia por un candidato socialista y consiguió un acta de diputado para las Cortes.
En calidad de diputado se encontraba en Madrid, el 18 de julio de 1936, lo que sin duda le salvó la vida, ya que, tras el triunfo del levantamiento militar, fueron represaliados la mayoría de los miembros de su familia. La guerra civil española representó para Labín una tremenda tragedia familiar ya que, apenas iniciada, fueron ejecutados dos de sus hijos y el futuro marido de una de sus hijas, todos ellos militantes socialistas. 
A pesar de su espantosa desdicha, siguió ejerciendo una intensa actividad política en las instituciones del Gobierno Constitucional. Intervino eficazmente en la ayuda a los refugiados en la zona republicana. 
Se desplazó a Valencia en los últimos momentos de la guerra con los pocos miembros de su familia que habían sobrevivido a las represalias de los vencedores. Pero al acabar el conflicto se negó a seguir el camino del exilio. Inmediatamente fue apresado, ingresado en prisión el 24 de abril de 1939 y procesado. Aunque fue condenado a muerte, no se ejecutó la sentencia y se le conmutó la pena capital por otra de 30 años de cárcel.
En noviembre de 1942 fue trasladado al penal de Burgos, de aquí salió en libertad condicional el 19 de noviembre de 1943 para ser desterrado a Logroño, de donde regresó a Burgos pocos meses antes de su fallecimiento, el 19 de enero de 1948, a los 72 años de edad y de los que había consagrado casi cincuenta al servicio del movimiento obrero y del socialismo.